# Kevin Lynch
Kevin Andrew Lynch fue un arquitecto, urbanista y escritor estadounidense que nació en Chicago en 1918 y falleció en Martha's Vineyard (Massachusetts) en 1984. Es célebre por sus contribuciones a la disciplina de planeamiento urbanístico y diseño urbano mediante sus estudios sobre cómo la gente percibe y se desplaza por la ciudad. 

## Biografía
Kevin Lynch nació en Chicago en 1918. Era el menor de tres hijos y sus padres, a pesar de ser de la segunda generación de inmigrantes, disfrutaban de una buena situación económica en el momento en que nació Kevin.
En su formación académica fueron muy importantes los estudios en una escuela progresista, que se caracterizaba por métodos innovadores y el aprendizaje a través de la acción. Este ambiente académico fue muy estimulante y formativo, despertando así su interés en la arquitectura a partir de un curso de historia de Egipto en el séptimo grado.
Después de graduarse en la escuela secundaria, Lynch decidió ir a estudiar arquitectura a Yale con la recomendación del único arquitecto que conocía. Lamentablemente, Yale era en esa época una de las escuelas más conservadoras y con tradición en Beaux Arts. Lynch chocó pronto con esa tradición y empezó a buscar nuevos lugares para seguir con sus estudios.
En esa época Lynch conoció al célebre arquitecto Frank Lloyd Wright y decidió solicitar su admisión en Taliesin, su escuela de arquitectura emergente. Empezó a estudiar en 1937 y durante su año y medio en Taliesin, Lynch encontró mucho de lo que no pudo encontrar en Yale.
Particularmente sintió atracción por el enfoque práctico de Taliesin, muy parecido a sus estudios de juventud en la escuela progresista. Asimismo, la escuela tenía una metodología que priorizaba el aprendizaje de la filosofía de la arquitectura, para luego remitirse al aspecto técnico. Esto beneficiaba sobre todo a los estudiantes que no tenían conocimientos previos de las técnicas arquitectónicas.
Sin embargo, después de solo un año y medio el joven Lynch empezó a sentirse sofocado por la escuela: expresó en una ocasión que si uno se queda en Taliesin se transforma en un “pequeño Sr. Wright” (Banerjee y Southworth, 18). Como consecuencia, decidió irse de la escuela y estudiar ingeniería.
En 1941 Lynch se casó y tres meses más tarde fue reclutado para luchar en la II Guerra Mundial. Sirvió en el Cuerpo del Ejército de Ingenieros en Filipinas y Japón. Al regreso volvió a estudiar, pero esta vez decidió dedicarse a la planificación urbana en el MIT. Después de graduarse empezó a trabajar para la Comisión de Planeamiento de Greensboro (Carolina del Norte). Sin embargo, poco después recibió una oferta para ser docente en el MIT. Lynch estaba contento con su trabajo en la comisión, y solo aceptó el puesto de docente tras la presión de su esposa.
Al empezar en el MIT, Lynch se caracterizó como una persona muy capaz, pero sin dirección. Esto cambió cuando tuvo la oportunidad de viajar a Europa, principalmente a Florencia. Banerjee y Southworth caracterizan este tiempo como un momento de observación, cuestionamiento y debate. El tiempo resultó muy productivo, produciendo un “fuego” de inspiración que guiaría todas las investigaciones que iban a venir.
Durante los siguientes treinta años, Lynch produciría algunos de los trabajos más importantes en la disciplina del planeamiento, incluyendo su trabajo más conocido en Diseño urbano, The Image of the City (1960). Además, atrajo alumnos de todo el mundo al MIT para estudiar; frecuentemente mencionó que sus mejores profesores fueron sus alumnos.

## Contexto socio-paradigmático
Cuando Lynch volvió de la Segunda Guerra Mundial encontró una crisis en la ciudad norteamericana: había una gran escasez de vivienda debido al deterioro producido durante la época de la Gran Depresión. La abundancia de barrios en estado crítico produjo una ciudad que poco tenía que ver con los ideales de un país moderno y emergente, triunfador en la Segunda Guerra Mundial. 
Los reformadores:
En este momento la planificación urbana en los Estados Unidos tenía sus raíces en las tradiciones de Burnham, Howard y Olmstead. Según esa paradigma, se puede diseñar la ciudad para producir orden y el bienestar de su habitantes. Como dicen Banerjee y Southworth, en los ojos de antiurbanistas reformadores, “se creía que una ciudad buena y bonita reflejaba – de hecho, determinaba – una sociedad buena”. Como consecuencia, había una línea de pensamiento que sugirió que los problemas sociales tenían sus raíces en la ciudad y que la única solución era hacer una ciudad nueva y distinta.
Arquitectura moderna:
Como en otros lugares en el mundo, los arquitectos modernos  (CIAM) tenían una fuerte influencia en la ciudad. Como ya se mencionó, la metrópolis norteamericana de la posguerra enfrentó un gran problema de escasez de vivienda. Con el uso de nuevos materiales como hormigón armado y la eliminación de detalles innecesarios, la arquitectura moderna ofreció una solución a esto. El resultado favoreció la eficacia de la reconstrucción y la producción de nuevos viviendas con mayor número de departamentos y a una inversión mínima. En breve, mientras las ciudades europeas destruidas por la guerra se reconstruyeron según sus esquemas tradicionales, la búsqueda de modernidad en los Estados Unidos permitió la ejecución de algunos de los conceptos más teóricos de la arquitectura moderna (Laurence, 145-155). 
Una reacción:
Desde los años 1950 comenzó a reconocerse que había una insuficiencia de conocimiento sobre la ciudad, lo que ocasionó algunas catástrofes de planeamiento. Muchas críticas tomaron como punto de partida los proyectos de arquitectura moderna que fueron construidos en las décadas de 1940 y 1950. Una consecuencia de ese reconocimiento fue la creación de la Fundación Rockefeller que no solo iba a apoyar a Lynch, sino a muchos de los grandes pensadores de la ciudad entre los años 1955 y 1965. En diez años la fundación subvencionó el famoso Death and Life of Great American Cities de Jane Jacobs y varios trabajos realizados por Edmund Bacon y Christopher Alexander, entre otros.
Hacia un nuevo paradigma:
Se puede caracterizar el paradigma de la Fundación Rockefeller como la creencia de que “los nuevos modelos de urbanismo fueron fundamentalmente anti-ciudad, en desacuerdo con la carácter multi-capa y multi-modal de la ciudad” (Laurence, 158-9) y, por lo tanto, había una necesidad de desarrollar un mejor conocimiento de la ciudad moderna. En Kevin Lynch y George Kepes la fundación encontró dos personas que personificaron este paradigma. Se les dio la primera beca de la Fundación en 1954.

## Sus trabajos
Se puede dividir el trabajo académico de Lynch en tres etapas principales que generalmente corresponden a una progresión temporal y temática. En la primera etapa, Lynch enfocó sus investigaciones en la experiencia del usuario común de espacio y lugar. La segunda etapa consiste en aplicar los resultados de estas investigaciones a varias situaciones y un intento de perfeccionar los mismos. Finalmente, Lynch intentó formar una visión coherente de la "ciudad buena", usando su experiencia de las décadas anteriores.
Las investigaciones:
Desde 1954, cuando recibió la beca de Rockefeller, hasta mediados de los años 1960, Lynch se embarcó en varias investigaciones que intentaron describir y entender la ciudad, desarrollando el Diseño urbano como nueva disciplina. Estaba fascinado con la ciudad construida, la experiencia de la ciudad, y la interacción entre el espacio físico y su uso. En esta época podemos incluir The Form of Cities (1954), The Pattern of the Metropolis (1961), A Theory of Urban Form (1958) y The City As Enviornment (1965). Sin embargo, sin duda su publicación más famosa durante este tiempo fue The Image of the City (1960). 
En este libro, Lynch examinó tres ciudades distintas (Boston, Jersey City y Los Ángeles) y, utilizando encuestas, entrevistas, mapas mentales y observación, estudió la manera en que el ciudadano común imaginaba su ciudad. El libro definió cinco elementos críticos:
1.	Sendero– los canales a través de las cuales el observador se mueve.
2.	Bordes – fronteras entre dos lugares.
3.	Distritos/barrios – secciones de la ciudad que tienen aspectos bidimensionales y con un carácter común.
4.	Nodos – puntos en la ciudad que son el foco del tránsito.
5.	Hitos – objetos que se pueden ver desde varios ángulos y distancias.
Desde una perspectiva paradigmática, el resultado de este trabajo fue cristalizar la idea que la imagen de la ciudad puede variar significamente entre los observadores. Además, Lynch afirmó que se puede estudiar esta imagen y que los diseñadores del espacio urbano pueden utilizar estas imágenes para mejorar las ciudades.
Aplicaciones:
En su segunda etapa, Lynch aplicó los resultados de estas investigaciones a varias situaciones. Podemos incluir en esta etapa libros como Site Planning (1962), The View from the Road (1964) y Growing Up in Cities (1977), entre otros. En The View from the Road, Lynch aplicó lo que aprendió en su experiencia de tránsito en automóvil cuando escribió The Image of the City. Por el otro lado, Growing Up in Cities representó una profundización de sus investigaciones anteriores con un estudio multicultural de la manera en que los niños percibieron la calidad de su ambiente.
Una visión coherente:
La última etapa se caracterizó por un intento de desarrollar una visión coherente de lo que es una buena ciudad. En la misma, se puede incluir Where Learning Happens (1968), The Possible City (1968), Grounds for Utopia (1975) y, por supuesto, Good City Form (1981). En todos Lynch intentó definir los requisitos específicos de una buena forma de la ciudad, proponiendo qué deben ser las metas del diseño urbano. 
Su idea no tenía nada que ver con lo ostentoso y lo determinado que ha caracterizado los paradigmas anteriores. Por el contrario, se concentraba en la calidad experimental del lugar, con el rol del sentido en el diseño. Además, enfatizó que el diseño no sólo es la ubicación de lo construido, sino también el estudio de los valores y los derechos humanos (Banerjee y Southworth, 6-7). Al final, Lynch formuló algunas preguntas fundamentales: ¿es la ciudad buena para todos? ¿Cómo sabemos si hemos llegado al ambiente ideal? ¿Cómo puede ayudar el planeamiento para responder a estas preguntas? (Birch, 197).

## Legado y críticas
Desde sus estudios en Yale hasta su fallecimiento en 1984, Lynch mostró una capacidad de retar al statu quo. Sus varias publicaciones empujaron a sus lectores a desarrollar conocimientos sobre la ciudad basados en la experiencia común de los factores diarios. Contribuyó en gran medida a cambiar el paradigma de su época. De esta manera, se le dio un empujón a la disciplina, hacia una disciplina más humana, reenfocándola en la experiencia del lugar. 
En su momento Lynch fue criticado por tratar de desarrollar una “ciencia del diseño”, como una “receta” para diseñadores y reemplazando lo convencional con soluciones automáticas. Otras críticas a su trabajo, se centraban en que su mirada tenía aspectos demasiado superficiales, lo cual negaba la importancia en la cualidad de espacio, emociones, y sentido de lugar (Zmudzinska-Nowak, 22). Sin embargo, no hay dudas que Lynch contribuyó a algunos de los textos más importantes del cuerpo académico de la planificación y el diseño urbano.